# Malo Dvorište
Malo Dvorište je naseljeno mjesto u sastavu općine Bosanska Dubica, Republika Srpska, BiH.

## Stanovništvo
| Malo Dvorište      |              |
| godina popisa      | 1991.        |
| Srbi               | 318 (95,50%) |
| Hrvati             | 1 (0,30%)    |
| Muslimani          | 0            |
| Jugoslaveni        | 14 (4,20%)   |
| ostali i nepoznato | 0            |
| ukupno             | 333          |